# Glyptoglossa burmeisteri
Glyptoglossa burmeisteri är en skalbaggsart som beskrevs av Brenske 1898. Glyptoglossa burmeisteri ingår i släktet Glyptoglossa och familjen Melolonthidae. Inga underarter finns listade i Catalogue of Life.